# Sanjay Jha
Pour les articles homonymes, voir Jha.
Sanjay K. Jha, né en 1963, est un homme d'affaires indien.
Diplômé de l'université de Strathclyde et de l'université de Liverpool, Jha entre chez Qualcomm en 1994. Il occupe par la suite les fonctions de vice-président. En 2008, Jha est nommé co-CEO de Motorola. En janvier 2011, l'entreprise est scindée en deux entités indépendantes. Jha prend la direction de Motorola Mobility. En 2014, il est nommé CEO de GlobalFoundries.

## Biographie

### Jeunesse
Sanjay Jha est né en Inde en 1963. Il effectue ses études au Royaume-Uni. Jha est titulaire d'un doctorat (PhD) en électrotechnique de l'université de Strathclyde à Glasgow et d'un baccalauréat ès sciences (Bachelor of Science) en ingénierie de l'université de Liverpool,.

### Qualcomm
Après ses études, Sanjay Jha est employé en tant qu'ingénieur par Brooktree Corporation. Il travaille ensuite pour la firme General Electric Company (GEC), au sein du Hirst Research Centre (en). Recruté par Qualcomm en 1994, il est nommé vice-président de l'ingénierie en 1997, puis vice-président senior l'année suivante. À partir de 2003, il dirige « Qualcomm Technologies and Ventures », la branche investissement de la firme. Jha est nommé directeur général (Chief operating officer) de Qualcomm en 2006.

### Motorola
Sanjay Jha est nommé Chief executive officer (CEO) de Motorola en août 2008. Il partage ce poste avec Greg Brown (en) jusqu'en janvier 2011. Jha dirige également la branche dédiée à la téléphonie mobile,. Il décide d'abandonner le développement de téléphones utilisant Symbian OS et autres systèmes d'exploitation et d'adopter le système Android. Le premier smartphone Android de Motorola, réalisé pour l'opérateur de téléphonie mobile américain Verizon Wireless, est le Motorola Droid (alias Motorola Milestone), commercialisé sous le nom de Motorola Milestone en dehors des États-Unis. La branche mobile de Motorola devient une entreprise indépendante, sous le nom de Motorola Mobility, après la scission de sa maison-mère. Google fait l'acquisition de Motorola Mobility pour 12,5 milliards de dollars en août 2011. 
En 2009, The Wall Street Journal estime qu'il est le mieux rémunéré parmi les CEO de 200 grandes entreprises américaines. En 2012, après la finalisation de l'acquisition par Google, les actionnaires de Motorola Mobility lui accordent un parachute doré de 64 millions de dollars.

### GlobalFoundries
En janvier 2014, Sanjay Jha est nommé CEO de la fonderie de semiconducteurs GlobalFoundries.